# Naturita
Naturita è un centro abitato (town) degli Stati Uniti d'America, situato nella contea di Montrose dello Stato del Colorado. Nel censimento del 2000 la popolazione era di 635 abitanti.

## Geografia fisica
Secondo i rilevamenti dell'United States Census Bureau, Naturita si estende su una superficie di 1,9 km².